# Дніпропетровська операція
Дніпропетровська операція — наступальна операція військ 3-го Українського фронту, що проводилася з 23 жовтня по 23 грудня 1943 року, складова Нижньодніпровської операції.

## Задум наступу
Вийшовши на Дніпро в його нижній течії, підрозділи 6-ї армії (генерал Іван Шльомін), 8-ї армії (командир — Іван Масленников, від 8 листопада — Василь Чуйков) та 46-ї армії (командував Василь Глаголєв) захоплюють два невеликі плацдарми на правому березі — біля Дніпропетровська та Аульський. Радянське керівництво за короткий термін розробляє план зайняття Дніпропетровська, котрим передбачалося ударами, що сходяться, об'єднати плацдарми, розбити нацистське угруповання ударом з тилу, в подальшому — угрупування в Кривому Розі.
Станом на початок операції чисельність радянських військ складала близько 100.000 військовиків, 2000 гармат та мінометів, танки. Їм протистояли частини 1-ї танкової армії (командувач — Еберхард фон Маккензен, від 29 жовтня — Ганс-Валентін Губе) групи армій «Південь») (Еріх фон Манштейн). Німецькі сили нараховували близько 25.000 військовиків, 700 гармат й мінометів, 50 танків.

### Радянські сили
- 46-та армія
  - 152-га стрілецька дивізія (полковник Кулижський Петро Іванович)
  - 34-й стрілецький корпус (генерал-майор Кособуцький Іван Степанович)
- 8-ма гвардійська армія
  - 39-ма гвардійська мотострілецька дивізія (генерал Лещинін Василь Андрійович
- 17-та повітряна армія
  - 11-та гвардійська винищувальна авіаційна дивізія (полковник Осадчий Олександр Петрович)
  - 11-й гвардійський змішаний авіаційний корпус (генерал Аладинський Володимир Іванович)
  - частково 244-та бомбардувальна авіаційна дивізія (генерал Клевцов Василь Ілліч)
- авіація далекої дії
  - 3-тя гвардійська авіаційна дивізія далекої дії (полковник Бровко Іван Карпович)
  - 3-й гвардійський авіаційний корпус далекої дії (генерал Волков Микола Андрійович)

## Перебіг операції
З огляду на те, що нацистські сили в цьому часті намагалися стримати радянський наступ в напрямі Кривого Рогу, наступ сил Третього Українського фронту в районі Дніпропетровська виявився несподіваним. 23 жовтня з плацдарму під селом Військове в наступ переходять сили 8-ї гвардійської армії, 24-го — з-під Аулів рушає 46-та армія. Сили армій проламують оборону противника, 2 плацдарми об'єднані в один. 25 жовтня радянські війська вибивають нацистів із міст Дніпропетровськ та Дніпродзержинськ, ще понад 40 населених пунктів. 26 жовтня радянські війська змогли просунутися вглиб до 7-15 кілометрів та зайняли близько 30 н.п., зокрема Солоне, штабісти звітують про захоплених 40 гармат та ліквідованих 7000 вояків противника. 27 жовтня в боях радянські війська просуваються вглиб оборони противника та займають близько 30 н.п., серед них Кринички, наводяться втрати у нацистів — до полку піхоти, захоплено 48 гармат та 40 мінометів. 28 жовтня радянські війська займають у боях кілька н. п., серед них Одарівка (Криничанський район), звіт про втрати противника такий — 1500 убитими, 100 автомобілів, 42 міномети, 27 гармат.
Німецьке військове командування в терміновому порядку на ділянку прориву перекидає 3 танкові, 1 моторизовану та 1 піхотну дивізії та сильними контрударами сковує радянський наступ. В подальшому нацистам вдалося нав'язати зустрічні бої та припинити просування радянських сил.
В боях 29 жовтня радянські війська прогнули в деяких місцях оборону на 6-10 км та зайняли 26 н.п., серед них Кудашівка, штабісти нарахували до 800 вояків Вермахту. 30 жовтня нацистські сили на окремих ділянках фронту були відкинуті на 5-8 кілометрів, РА зайняла серед інших н.п. Щорськ, в боях за який було ліквідовано до батальйону піхоти, підбито 8 танків та 2 САУ. 31 жовтня в боях РА займає станцію Кудашівка та кілька н. п., ліквідовано близько 1300 вояків противника, 4 танки, 3 САУ, 10 гармат. Протягом 1-3 листопада йшли позиційні бої, 4 листопада червоноармійці зуміли зайняти кілька н.п., знищивши до 800 солдатів противника та ліквідувавши 3 танки, 2 САУ й 12 гармат.
Малиновський віддає наказ перегрупувати сили, котрі 14 листопада знову починають наступ, однак вирішального перелому досягти не вдалося — за 2 тижні напружених боїв радянські армії змогли просунутися до 20 кілометрів, потім протягом місяця точилися позиційні бої. 17 листопада в позиційних боях за зайняття лінії оборони було знищено до 2000 вояків противника, знищено 150 кулеметів, 48 автомобілів, 19 танків та 12 гармат. 18 листопада під час боїв за покращення позицій було ліквідовано до 1200 солдатів противника. 20 листопада в нічному брю за висоту південно-західніше Дніпропетровська ліквідовано до 700 нацистів. 21 листопада в боях радянські війська займають залізничну станцію Незабудине, звітується про убитих 900 вояків противника, знищених 15 гармат, 9 танків та 2 САУ. 21 листопада в нічному бою червоноармійці оволоділи вузлом оборони противника, повідомляється про убитих у нацистів до батальйону та знищених 10 танків і 3 САУ. 23 листопада звітується про зайнятих кілька н.п., ліквідованих 800 солдатів противника та підбитих 15 танків. 29 листопада радянські війська займають до 1 н. п. під Дніпропетровськом, повідомляється про знищених 11 танків, 20 гармат, 19 мінометів, 40 мінометів. 30 листопада один з радянських підрозділів при відбитті атаки покращив свої позиції, звітується про убитих 800 солдатів противника, знищених 17 танків. 8 грудня під час позиційних боїв у нацистів відбито кілька опорних пунктів, штабісти повідомляють про втрати противника — 600 убитими, знищено 7 гармат, 6 мінометів та 20 кулеметів.
Не досягнувши покращення ситуації, 23 грудня віддається наказ про припинення спроб наступу.

## Наслідки
В часі перебігу Дніпропетровської операції радянські частини не змогли виконати всіх поставлених завдань, проте було завдано втрат противнику у живій силі та охоплено з півдня криворізьке й нікопольське угрупування.

## Вшанування
Десяти військовим з'єднанням присвоєні почесні звання Дніпропетровських.
звання Героя Радянського Союзу вдостоєні
- Амосов Олександр Іванович
- Артеменко Анатолій Павлович (згодом генерал-майор)
- Антипін Іван Олексійович (згодом генерал-майор)
- Долженков Сергій Аніканович
- Євстаф'єв Георгій Олексійович